# Diavoli di Nuraiò
Diavoli di Nuraiò è una raccolta di racconti di Flavio Soriga, pubblicata da Il Maestrale nel 2000. Il libro ha vinto il Premio Italo Calvino per opere inedite nel 2000.
I tredici racconti sono ambientati a Nuraiò, paese immaginario della Sardegna posizionato in un luogo imprecisato del basso campidano a poca distanza da Cagliari. L'insieme dei racconti forma il ritratto corale di una comunità di bari ubriaconi che non si rassegnano e sperano sempre che la prossima mano sia quella buona che li rimetterà in gioco che non riescono a smettere di agitarsi rabbiosi facendo casino, stringendo le carte cercando la briscola, che prima o poi dovrà saltare fuori anche per noi, pensano. Anche se in realtà il loro turno non arriva mai, e da Nuraiò nessuno riesce a fuggire.

## Edizioni
- Flavio Soriga, Diavoli di Nuraiò, collana Tascabili narrativa, Il Maestrale,  p. 160, ISBN 88-89801-46-8.